# Aslak Jacobsen Hætta

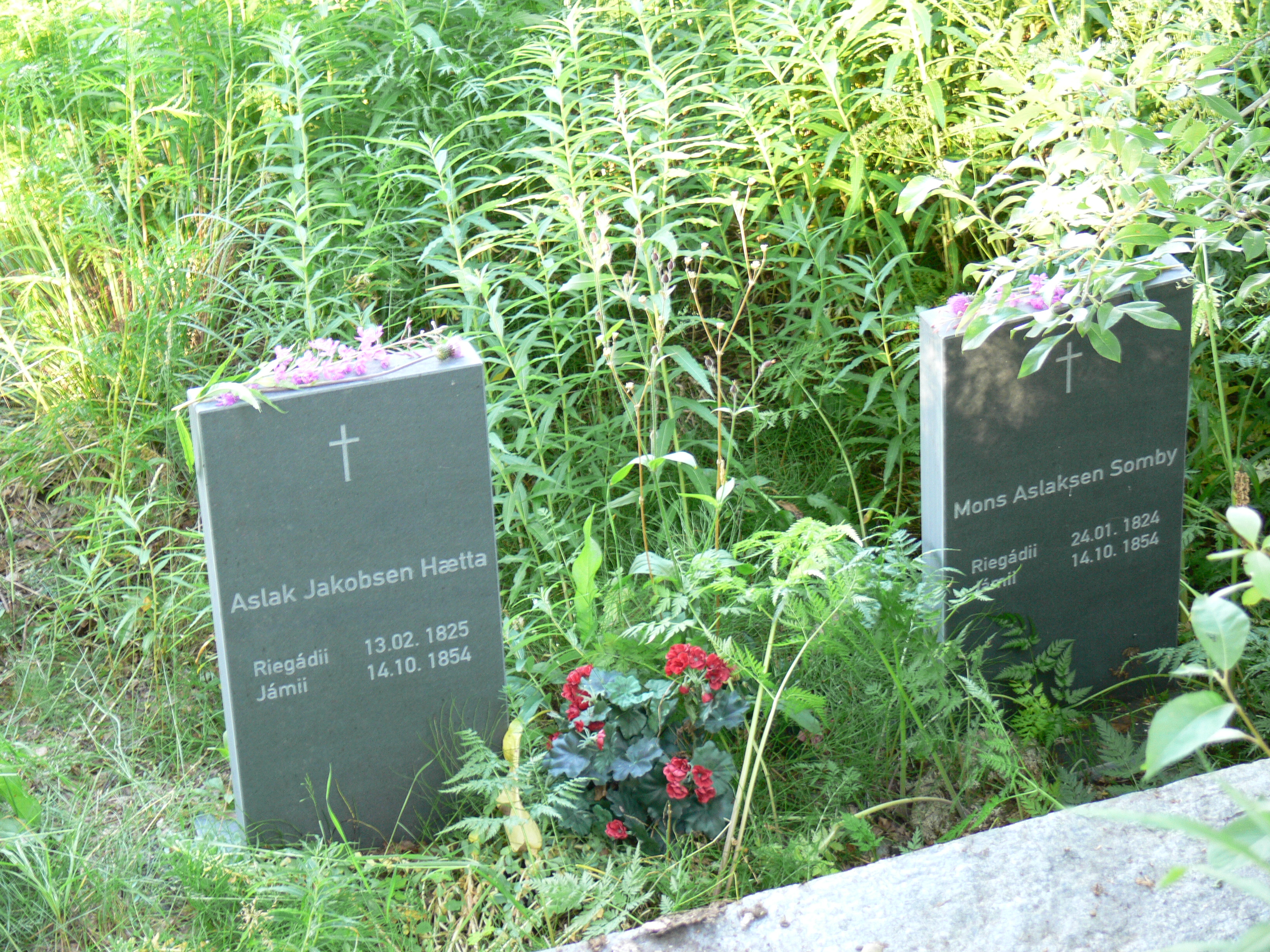
Aslak Jacobsen Hættas och Mons Aslaksen Sombys gravplatser i Kåfjord

Aslak Jacobsen Hætta, på samiska Jáhkoš-Ásslat, född den 24 januari 1824 i Kautokeino, död den 14 oktober 1854 i Alta, var en av de fem samer som dömdes till döden efter Kautokeinoupproret och en av de två som faktiskt avrättades. Den andra var Mons Aslaksen Somby. Hætta var renskötare och gift med Marit Persdatter Kurrak.

## Kautokeinoupproret
Aslak Hætta betraktades som en av ledarna för upproret, som ägde rum den 8 november 1852. I domen förklarades han skyldig till mord, mordbrand och rån. Enligt domen hade Aslak Hætta stuckit länsman Lars Johan Bucht med kniv i såväl ryggen som bröstet och befallt att en kniv skulle drivas in i bröstet på den redan dödligt skadade handelsmannen Carl Johan Ruth. Det skulle också ha varit på hans befallning som handelsmannens hus stacks i brand.

## Rättsprocessen
För dessa brott dömdes Aslak Hætta till döden, ett straff som han själv sade var honom likgiltigt. Målet togs upp i norska Högsta Domstolen, som avkunnade sin dom den 14 februari 1854. Domstolen fann inga skäl att benåda Aslak Hætta. Den 14 oktober 1854, samma dag som avrättningen skulle verkställas, träffade prosten Jacob Wetlesen de båda dödsdömda Jacobsen Hætta och Aslaksen Somby för ett samtal i Alta, där de hölls i förvar. Prästen fann att de dömda inte var helt övertygade om att de faktiskt skulle bli avrättade, varför han tog dit skarprättaren som fick visa upp sin yxa. Aslak Hætta betraktade allvarligt yxan och sade, att den som mister sitt liv för Guds skull ska finna sig i det. Han rättfärdigade också sitt handlade med att även Petrus brukat svärd mot Jesu fiender. Några timmar senare avrättades Aslak Jacobsen Hætta och Mons Aslaksen Somby genom halshuggning.

## Efterspel
Aslak Hættas och Mons Sombys kroppar begravdes på kyrkogården i Kåfjord, men de avhuggna skallarna fördes till Anatomiska institutet vid Oslo universitet. Skallarna skulle användas i den rashygieniska forskningen. På 1970-talet framfördes krav om att skallarna skulle återföras och begravas. De ansvariga på universitetet ställde sig länge negativa till detta. Dessutom visade det sig att Aslak Hættas skalle inte längre fanns i universitets samlingar. Så småningom hittades den i Köpenhamn, dit den kommit genom en byteshandel där norrmännen istället hade förvärvat två grönländska skallar. År 1997 begravdes också såväl Jacobsen Hættas som Aslaksen Sombys skallar vid kyrkan i Kåfjord. Kranierna begravdes tillsammans med kropparna i den ursprungliga graven, runt vilken det på senare tid har byggts ett staket. Paul-Anders Simmas film Ge oss våra skelett handlar om denna händelse.
År 2008 föreslogs en flytt av Hættas och Sombys gravar närmare de andra gravarna och att en minneslund skulle ställas upp på kyrkogården i Kåfjord i Alta Kommun. Mons Aslaksen Sombys släktingarna var negativa till att gravarna skulle flyttas.
Den finländske kompositören Armas Launis komponerade 1922 operan Aslak Hetta, som är löst baserad på Aslak Jacobsen Hættas liv. Operan uruppfördes 2004 i Finlandiahuset i Helsingfors.